# Orival, Seine-Maritime
Orival là một xã thuộc tỉnh Seine-Maritime trong vùng Normandie miền bắc nước Pháp.

### Huy hiệu
| Arms of Orival | The arms of Orival are blazoned: Azure, a base azure, on which a mount from which issuant a tower argent and 2 trees proper, and on a chief gules a leopard Or. |

## Dân số
| 1962                                 | 1968 | 1975 | 1982 | 1990 | 1999 | 2006 |
| ------------------------------------ | ---- | ---- | ---- | ---- | ---- | ---- |
| 1100                                 | 1164 | 1132 | 926  | 1004 | 1071 | 990  |
| Từ năm 1962: Dân số không tính trùng |      |      |      |      |      |      |